# Erna Meyer
Erna Konstanze Fanny Karoline Meyer, geborene Pollack oder Pollak (geboren am 13. Februar 1890 in Berlin; gestorben im März 1975 in Haifa, Israel), war eine deutsche, später israelische Volkswirtschaftlerin und Publizistin. Sie galt als eine der bedeutendsten „Haushaltsexpertinnen“ der Weimarer Republik.

## Wirken

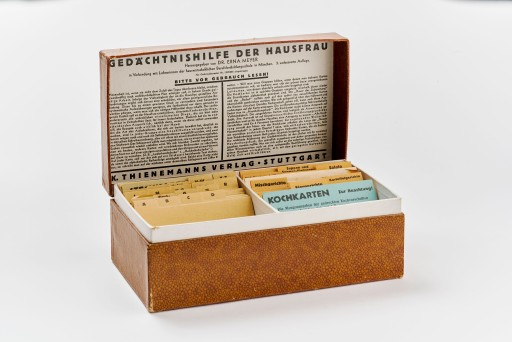
Haushaltskartei Gedächtnishilfe der Hausfrau von Erna Meyer, um 1930

Erna Meyer wurde 1913 an der Universität Berlin in Volkswirtschaftslehre promoviert; ihre Dissertationsschrift Der Haushalt eines höheren Beamten in den Jahren 1880–1906, untersucht an Hand von Wirtschaftsrechnungen galt als eine „Pilotstudie“ der Ratgeberliteratur über wirtschaftliche Haushalts- und Lebensführung; sie wurde später auch in veränderter Form in den Schriften des Vereins für Socialpolitik veröffentlicht.
Meyer schrieb das Buch Der neue Haushalt, das für eine rationelle Haushaltsführung plädierte und zwischen 1926 und 1932 in Deutschland 40 Auflagen erreichte und auch in niederländischer Übersetzung erschien. 1927 wirkte sie an der Planung der unterschiedlichen Stuttgarter Küchen für die Werkbund-Ausstellung „Die Wohnung“ in Stuttgart mit; im Folgejahr unterstützte sie 1928 Hanna Löv und Walther Schmidt bei der Entwicklung der Münchner Küche. 1929 gründete sie gemeinsam mit ihrem Mann Arnold Meyer die Fachzeitschrift „Neue Hauswirtschaft“, die bei Thienemann erschien. Weiterhin verfasste sie ein Haushaltungsbuch und weitere Ratgeberliteratur wie Koch schnell und frisch für den Sommertisch! 1930 entstand zudem, unterstützt vom palästinensischen Verband der internationalen zionistischen Frauenorganisation, das Kochbuch Wie kocht man in Erez Israel?, das für die Küche in Israel empfahl, die vor Ort wachsenden Gemüse und mittelmeerische Kräuter sowie orientalische Gewürze zu verwenden. Das Kochbuch wurde auf Englisch unter dem Titel How to Cook in Palestine (Wie man in Palästina kocht) veröffentlicht.
Nach der Machtübernahme der Nationalsozialisten 1933 wurde Meyer aus rassistischen Gründen als Herausgeberin der Zeitschrift „Neue Hauswirtschaft“ entlassen. Sie emigrierte nach Palästina, wo sie ihre Kompetenzen in Haushaltsführung und Rationalisierung von Hausarbeit für die Aufbauarbeit des Landes einsetzen konnte. Dort war sie als Autorin, Hauswirtschaftsleiterin eines Kinderdorfs und als Lehrerin an einer Berufsschule in Jerusalem tätig. Dabei entstanden Bücher wie Küchenzettel in Krisenzeiten, die ebenso wie das Israel-Kochbuch mehrere Auflagen erreichten.

## Veröffentlichungen
- Der Haushalt eines höheren Beamten in den Jahren 1880–1906, untersucht an Hand von Wirtschaftsrechnungen. Pierer, Altenburg 1913 (Berlin, Univ., Diss., 1913).
- Die Hausfrau und der Architekt. In: Die Bauzeitung (1925), S. 109–111.
- Der neue Haushalt: Ein Wegweiser zu wirtschaftlicher Hausführung. Franckh, Stuttgart 1926.
- Arbeitsparende Haushaltführung durch neuen Wohnungsbau. In: Bauplatz und Werkstatt. Bd. 1927 (1926), S. 45–48.
- Die Hausfrau in der neuen Wohnung. In: Bauwelt (1927), S. 1018.
- Probleme der Küchengestaltung. In: Die Bauzeitung (1927), S. 448–450.
- Das Küchenproblem auf der Werkbundausstellung. In: Die Form. Monatszeitschrift für Gestaltende Arbeit. Bd. 2 (1927), Heft 1, S. 299–307 (Digitalisat).
- Hausarbeit – Kopfarbeit. In: Die Frau. Monatsschrift für das gesamte Frauenleben unserer Zeit (1928), Heft 1.
- Die Wohnung als Arbeitsstätte der Hausfrau. In: Fritz Block (Hrsg.): Probleme des Bauens: der Wohnbau. Müller & Kiepenheuer, Potsdam 1928, S. 164–175.
- Zweckmäßige Küchenmöbel. In: Bauwelt (1927), Nr. 9, S. 30–32.
- (Hrsg.): Hausfrauen-Taschenkalender. Franck’sche Verlagshandlung, Stuttgart 1927.
- (Hrsg.): Gedächtnishilfe der Hausfrau. Akademischer Verlag Dr. Fr. Wedekind & Co., Stuttgart 1928.
- (Hrsg.): Neuzeitliche Hauswirtschaftslehre. Handbuch zum Ausbau des hauswirtschaftlichen Unterrichts. 4. Auflage, Franck’sche Verlagshandlung, Stuttgart 1928.
- Metallgeräte in Küche und Haus. In: Die Form. Bd. 3 (1928), S. 274–280 (Digitalisat).
- Grundsätzliches zur Einbauküche; im Anschluss an die Ausstellung „Heim und technik“, München 1928. In: Die Baugilde (1928), S. 1598–1602.
- (Hrsg.): Neue Hauswirtschaft. K. Thienemanns Verlag, Stuttgart 1929ff.
- zusammen mit Maria Kirchgessner: Koch' schnell und frisch für den Sommertisch! Anregungen für gesunde, fleischlose Mahlzeiten ohne viel Kocherei bei reichlicher Abwechslung. Thienemann, Stuttgart 1931 (Thienemanns Frauenbücher; 1).
- Eine vollständige Kücheneinrichtung in einem einzigen Schrank. In: Die Bauzeitung (1932), S. 279.
- Wenn ich in vier Wochen heirate … . Teil 2: Koch-ABC. Letzter Schliff. Was gehört zur Aussteuer? Thienemann, Stuttgart 1933.
- zusammen mit Ernst Hopmann und Walter Schmidt: Gute raumsparende Möbel aus der Werkbund-Ausstellung „Wohnbedarf“ in Stuttgart. In: Baumeister (1933), S. 28–30.
- Rationalisierung des Haushalts. In: Deutschland. Zeitschrift für Aufbau (1932), Heft 4.
- Wie kocht man in Erez Israel? Histadruth Nashim Zionith Palästina-Föderation der Weltorganisation zionistischer Frauen (Wizo), Tel Aviv 1965.